# Christoph Schambach

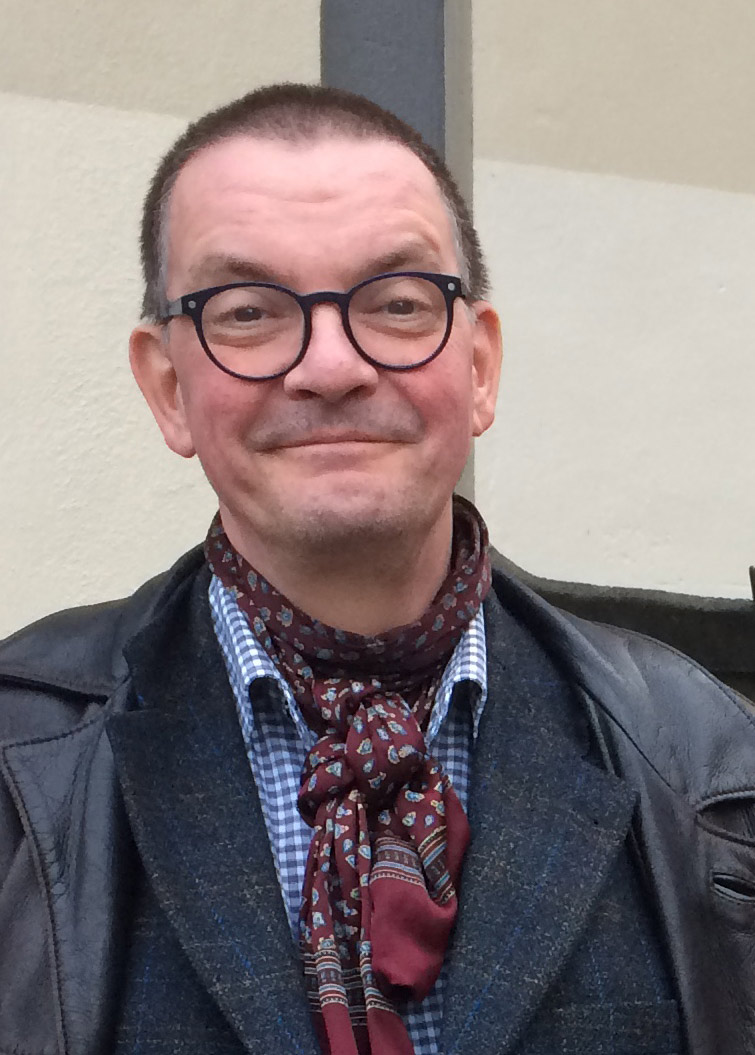
Christoph Schambach 2019

Christoph Schambach (* 1963 in Glöwen/Prignitz) ist ein deutscher Komponist.

## Leben und Wirken
Christoph Schambach erhielt seine erste musikalische Ausbildung an der Musikschule Brandenburg (Violine, Klavier, Musiktheorie/Tonsatz), erste Kompositionen schrieb er bereits mit 7 Jahren. 1980 begann er sein Studium (Viola, Komposition) an der Hochschule für Musik Franz Liszt Weimar. 1983 wurde er aus politischen Gründen exmatrikuliert und leistete im Anschluss seinen Wehrdienst bei den Bausoldaten. 1986 wurde er reimmatrikuliert und studierte Komposition (Wolf-Günter Leidel) und Dirigieren. Dort wirkte er bereits 1988 mit am Nationaltheater Weimar bei der Bearbeitung und Aufführung von Richards Korkbein. 1989 holte ihn Reiner Bredemeyer noch während seines Studiums an das Deutsche Theater Berlin.
Seit 1990 lebt und arbeitet Christoph Schambach als freier Komponist in Berlin.

## Werke

### Bühnenwerke
- Der süße Duft kommt nicht von Rosen, genannt Leichenoper, Songoper für Schauspieler, Chor und Orchester, Text: Daniel Morgenroth; UA: 29. April 1989 an der Hochschule für Schauspielkunst Ernst Busch Berlin, erste öffentliche UA: 6./7. Januar 1990 Kino Babylon Berlin, Regie: Peter Dehler, Schauspieler: Thorsten Merten, Claudia Geisler-Bading, Daniel Morgenroth u. a.; Übernahme als Gastspiel an das Deutsche Theater Berlin; Fernsehproduktion des DFF,[3] Erstausstrahlung am 8. Oktober 1990; 1990 Kritikerpreis der Berliner Zeitung
- Schauspielmusik zu König Quack für Klavier, Kontrabass und Schlagzeug, Text: Peter Dehler; UA: 20. Juni 1990 am Mecklenburgischen Staatstheater Schwerin
- Orchesterschauspielmusik zu Peer Gynt von Henrik Ibsen; UA: 1991 Deutsches Theater Berlin
- Schauspielmusik zu Molly Bloom nach James Joyce für Streichquartett und Klavier; UA: 1992 Deutsches Theater Berlin, Regie: Frido Solter, mit Christine Schorn als Molly Bloom
- Der Kyklop,[4] Oper in zwei Akten nach Euripides für Soli, großen gemischten Chor, Männerchor und Orchester, Libretto: Frank Bruder; UA: 6. Dezember 1997 an der Komischen Oper Berlin (aus wirtschaftlichen Gründen kurzfristig abgesagt)
- Schauspielmusik zu Boris Godunow von Alexander Puschkin; UA: 1994 Volksbühne Berlin, Regie: Gero Troike
- Schauspielmusik und Lieder zu Baal von Bertolt Brecht; UA: 13. Januar 1996 Theater der Landeshauptstadt Magdeburg
- Die Entdeckung des Vaters bei gemäßigt leichter Gartenarbeit,[5] Singspiel in einem Akt, Libretto: Frank Bruder; UA: 14. Juni 1997 Staatsoper unter den Linden Berlin, Regie: Daniel Morgenroth, mit Christine Schorn, Cathlen Gawlich, Bernd Stempel und Udo Kroschwald

### Sinfonik
- 1. Sinfonie in c-moll[6], komponiert 2014/15, Dauer ca. 50 min, Besetzung: 2 Flöten (auch Bassflöten), 2 Oboen, Englischhorn, 2 Klarinetten in B, Bassklarinette in B, 2 Fagotte, Kontrafagott, 4 Hörner in F, 4 Trompeten in B, 2 Posaunen, Bassposaune, Tuba, Pauken, Schlagwerk (2 Spieler), Streicher

1. Allegro ma non troppo
2. Scherzo. Allegro con fuoco - Trio moderato - Allegro con fuoco
3. Adagio tranquillo e espressivo
4. Finale. Moderato sostenuto - quasi Allegro non tanto - Allegro piú mosso

- Festouvertüre „Dank an die Musik“, komponiert 2022, Dauer 8:30 min, Besetzung (siehe 1. Sinfonie), Auftragswerk des Staatstheaters Cottbus anlässlich des 60-jährigen Jubiläums des Choriner Musiksommers 2023, UA: 24. Juni 2023 im Kloster Chorin durch das Philharmonische Orchester des Staatstheaters Cottbus unter GMD Alexander Merzyn

### Lieder
- Du bist nicht schön und dennoch lieb ich dich ein Erich-Mühsam-Abend, Lieder und Texte für einen Schauspieler und Klavier; UA: November 1986 Club International Berlin
- Max-Herrmann-Neiße-Matinee 11 Lieder mit Texten von Max Herrmann Neiße für Schauspielgesang und Klavier; UA: 23. Februar 1992 Deutsches Theater Berlin
- 6 Gedichte für Rezitator und Klavier/Streichquartett mit Texten von Charles Baudelaire; UA: Januar 1994 Richard-Kolbe-Museum Berlin; Quartettfassung UA: 20. April 1997 Konzerthaus Berlin
- Wolfgang-Borchert-Matinee Lieder für Klavier und Schauspielgesang mit Texten von Wolfgang Borchert; UA: 29. Januar 1995 Deutsches Theater Berlin
- 6 Lieder zu Texten von Theodor Fontane[7]; UA: 7. Mai 1998 Schloßparktheater Potsdam
- Die Mondscheinlerche nach Gerhart Hauptmann für gemischten Chor a cappella; UA: Oktober 2008 in Hamburg
- Der Zauberlehrling nach Johann Wolfgang von Goethe für Bariton und Klavier
- Die Nachtigall Lied für gemischten Chor a cappella nach einem Sonett von Susanne Wohlleber
- Mondnacht Duett für Sopran und Bariton mit Klavierbegleitung nach dem Gedicht von Joseph Freiherr von Eichendorff

Mitwirkung beim Liederabend Eine kleine Sehnsucht mit Dagmar Manzel, Jochen Kowalski u. a., Klavier: Christoph Schambach; Premiere 21. November 1994 Deutsches Theater Berlin

### Instrumentalmusik
- 5 Duos für Violine und Violoncello; UA: 14. April 1991 Deutsches Theater Berlin, zur Expressionistenmatinee
- Trios für Fagott und zwei Posaunen; UA: 17. Juni 1991 Hebbel-Theater Berlin
- 4 Trios für Violine, Viola und Violoncello; UA: 16. Februar 1992 Deutsches Theater Berlin, zur Matinee Sinfonie der Großstadt
- Streichquartett d-moll, UA: 3. September 2006 Rinderstall Wittbrietzen, Streichquartett des Konzerthauses Berlin
- Willys Wunderblech drei Blechbläserquintette; UA: 16. Juni 2019 Konzerthaus Berlin
- 6 Gedichte für Rezitator und Streichquartett[8] mit Texten von Charles Baudelaire; UA: 20. April 1997 Konzerthaus Berlin
- 5 Trios für Violoncelli;[9] Bearbeitung der Trios für Fagott und Posaunen 2020

### Filmmusik
- Tod im Kraftwerk,[10] Serie Polizeiruf 110, Regie: Michael Knof, Erstausstrahlung Juni 1993
- Singvogel[11], Serie Tatort, Regie: Michael Knof, Erstausstrahlung Mai 1994
- Die Mörderin, Karambolage und Langfinger der Serie Großstadtrevier, Erstausstrahlung März/April 1995
- Geschäft mit dem Tod, Serie Die Männer vom K3, Regie: Michael Knof, Erstausstrahlung Februar 1995